# Kendra Morris
Kendra Morris (Lodi, 10 aprile 1981) è una cantautrice statunitense.
Nel 2012 debutta con Banshee, album che una volta pubblicato in Francia (da Naïve) entra nella chart francese raggiungendo il 104º posto come picco massimo. Segue Mockingbird (2013) e l'EP Babble, distribuito da Boombox.

## Discografia
Album in studio
- 2012 - Banshee
- 2013 - Mockingbird

EP
- 2016 - Babble